# São João de Meriti
São João de Meriti [ˈsɐ̃w ʒuɐ̃w ˈdʒi meˈɾitʃi], amtlich Município de São João de Meriti, ist eine Großstadt im brasilianischen Bundesstaat Rio de Janeiro. Zum 1. Juli 2020 wurde die Bevölkerung von São João de Meriti auf 472.906 Einwohner geschätzt. Mit einer Bevölkerungsdichte von 13.024 Einwohnern pro Quadratkilometer (2010) gehört der Munizip zu den am dichtesten besiedelten des Kontinents und hat sich damit den Beinamen Formigueiro das Américas – "Ameisenhaufen von Amerika" – erworben.

## Geographie
São João de Meriti hat eine Fläche von 35,216 km² (2018) und liegt in der Region Baixada Fluminense in der Metropolregion Rio de Janeiro.
Die umliegenden Municípios sind Belford Roxo, Duque de Caxias, Mesquita, Nilópolis und Rio de Janeiro.

## Örtliche Festtage
- 24. Juni – Namenspatron der Stadt (São João Batista)
- 21. August – Gründungstag des Municipios

## Fußball

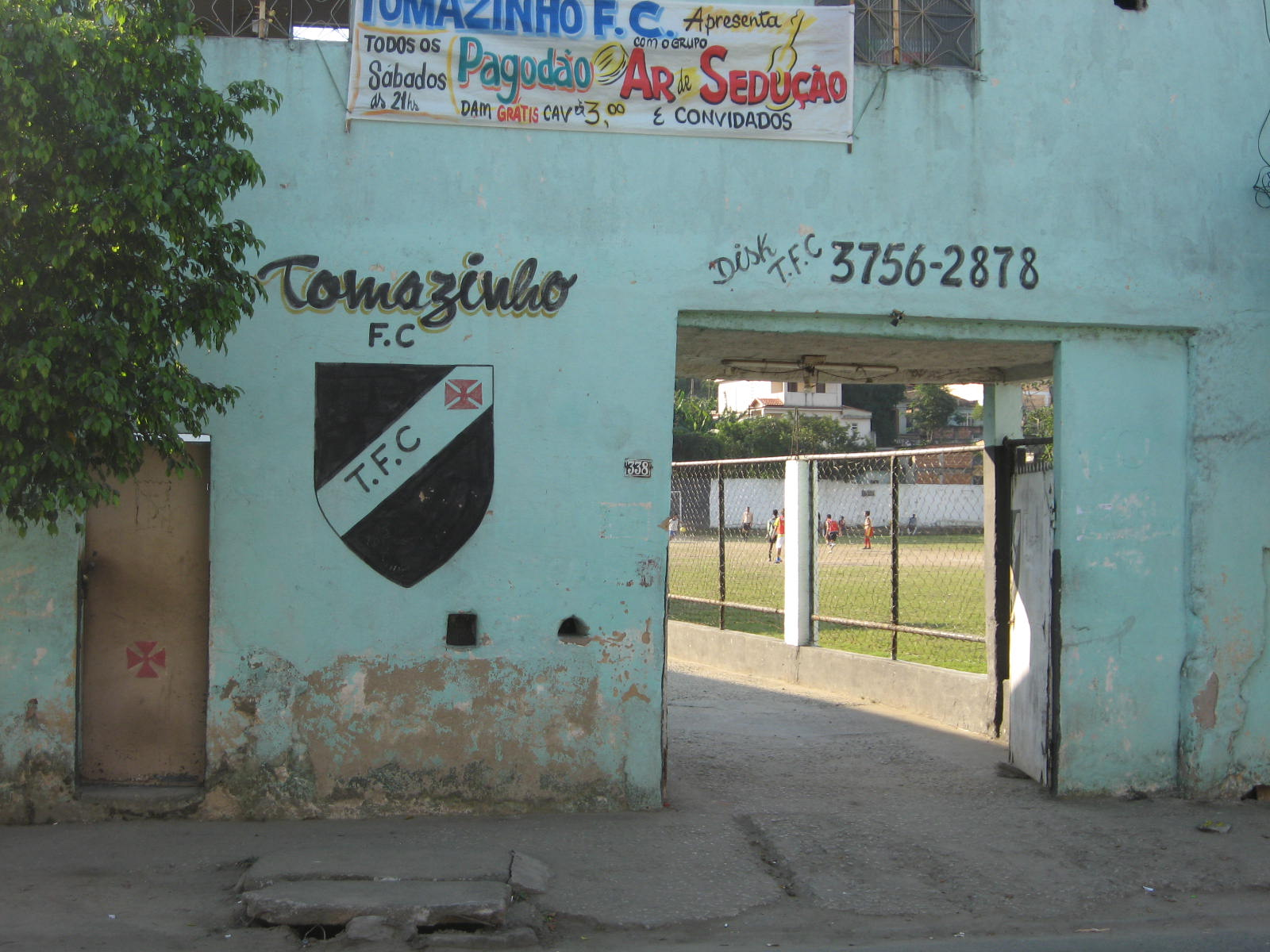
Hauptquartier des Tomazinho FC

Es gibt viele traditionsreiche Vereine wie der 1924 gegründete Coqueiros FC oder der Tomazinho FC von 1930. Gewissen Erfolg hatte erst der auf das Jahr 2005 zurückgehende Audax Rio de Janeiro EC. Früher entsprechend den Eigentümern auch als Sendas und Pão de Açúcar bekannt,  gewann der Verein 2010 die Copa Rio, ein Turnier für unterklassige Vereine das zur Teilnahme an der nationalen vierten Liga, der Série D qualifizierte. Darüber hinaus war die Mannschaft gelegentlich zweitklassig auf Staatsebene.

## Bilder

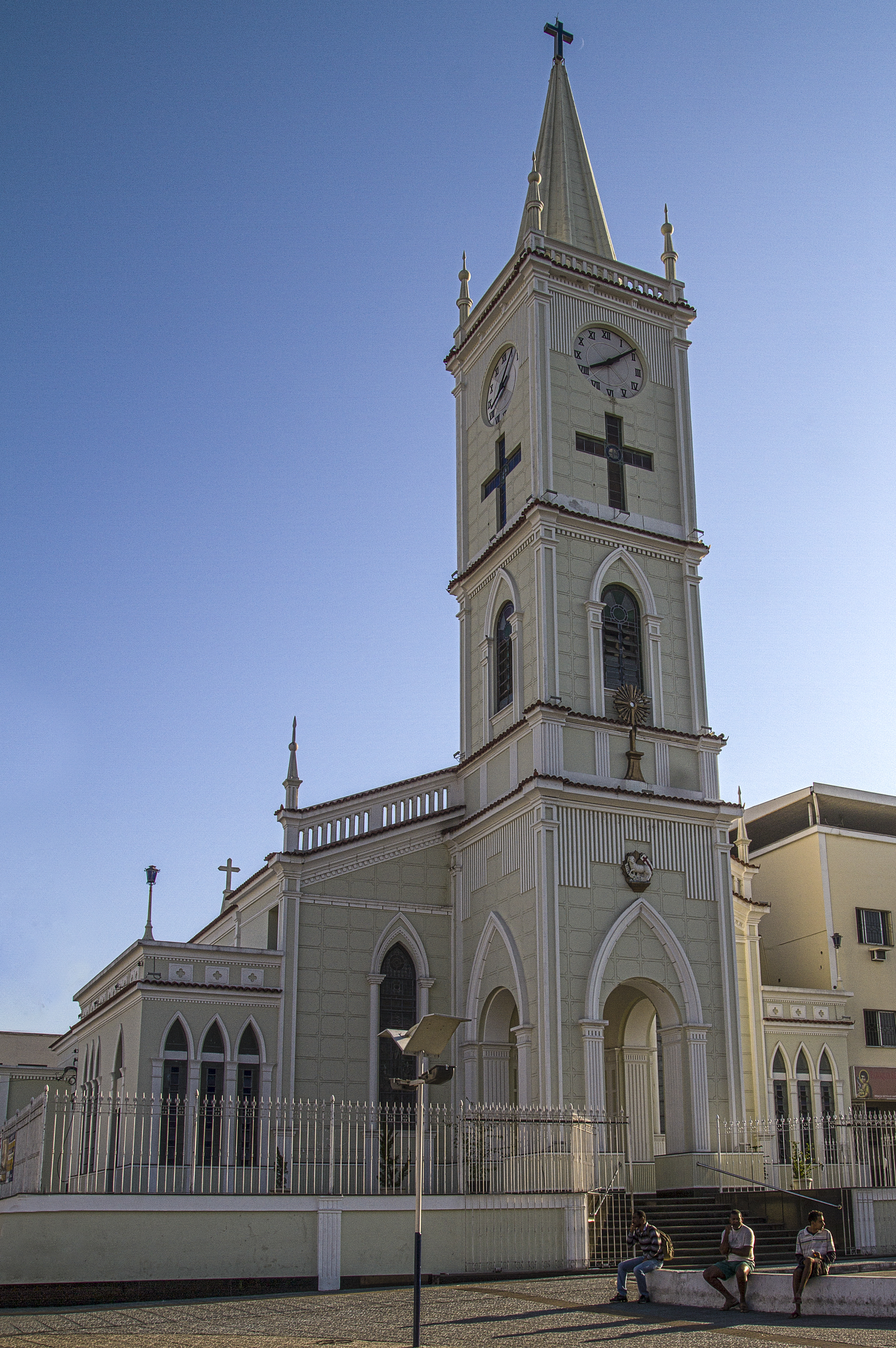
Igreja da Matriz São João Batista
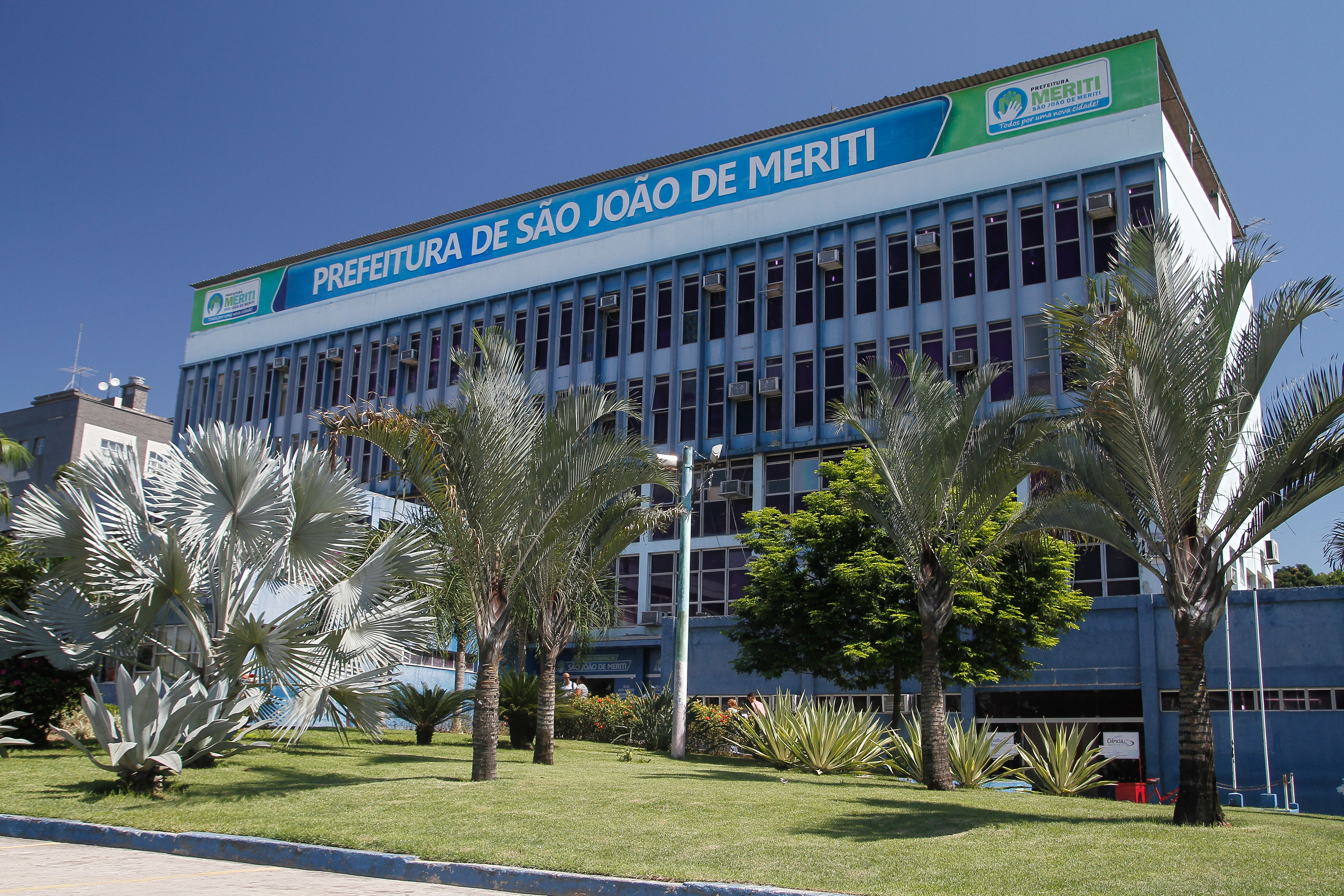
Präfektur
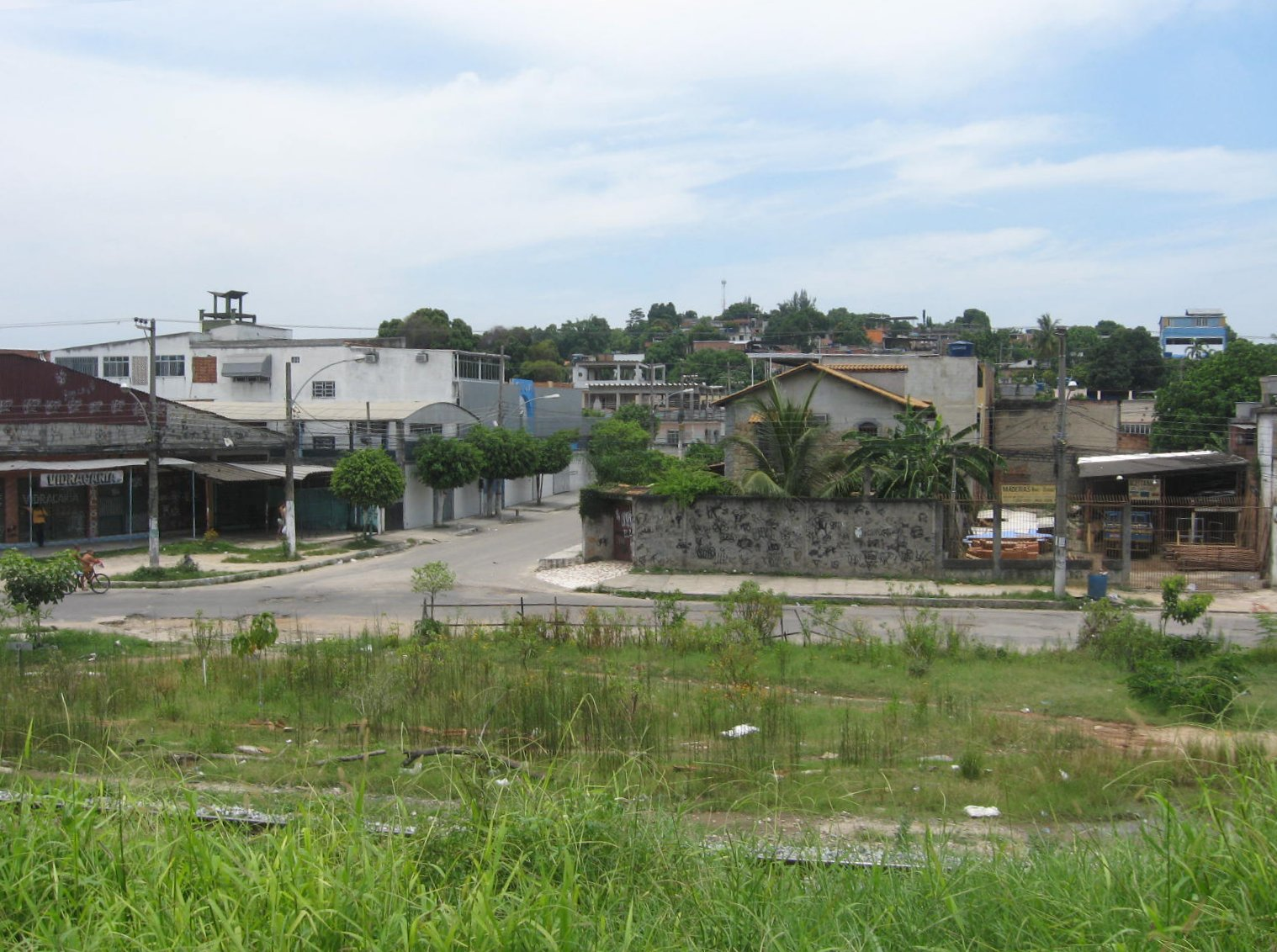
Éden
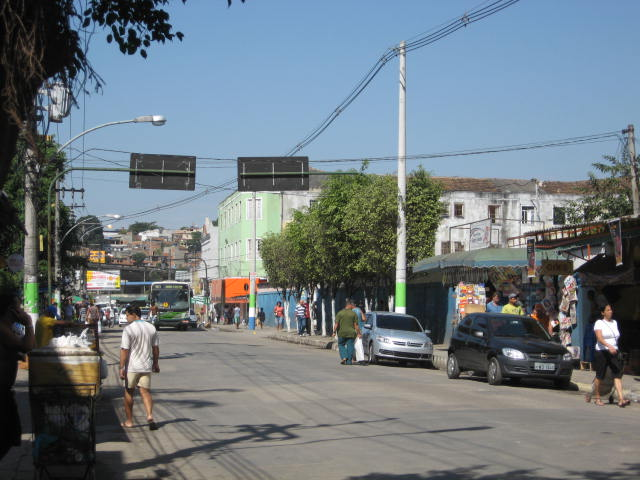
Centro
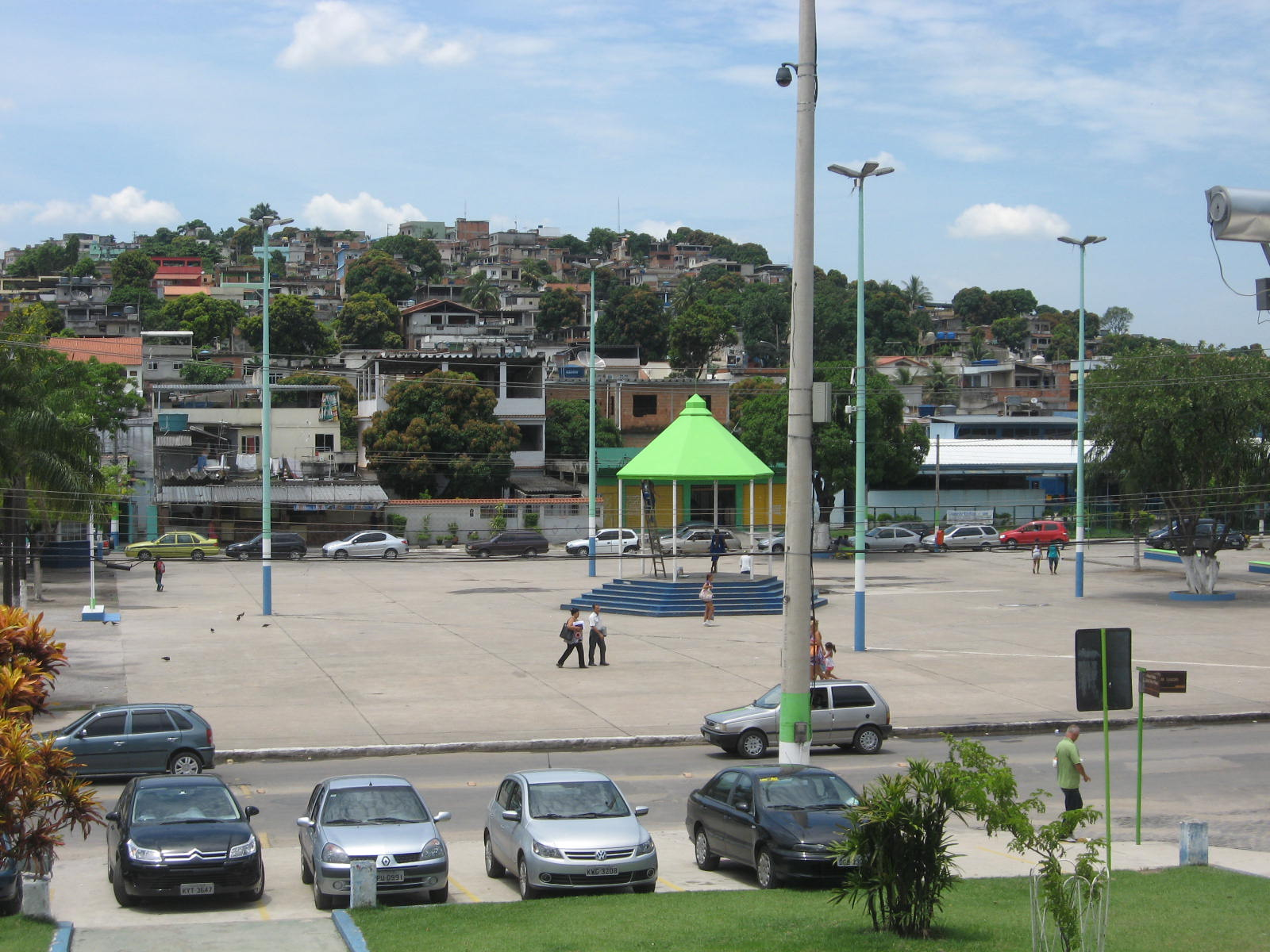
Vilar dos Teles
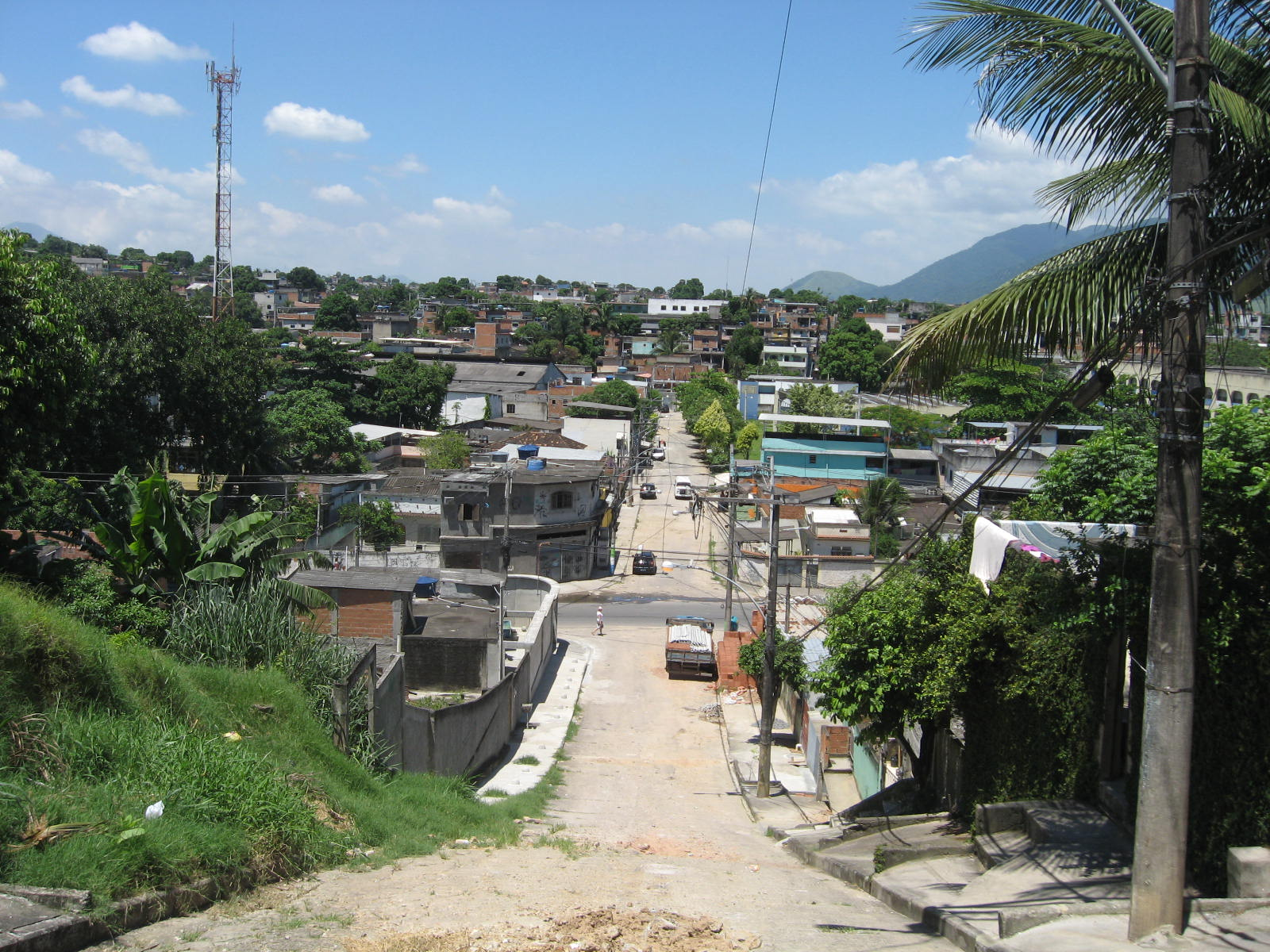
Vila Tiradentes
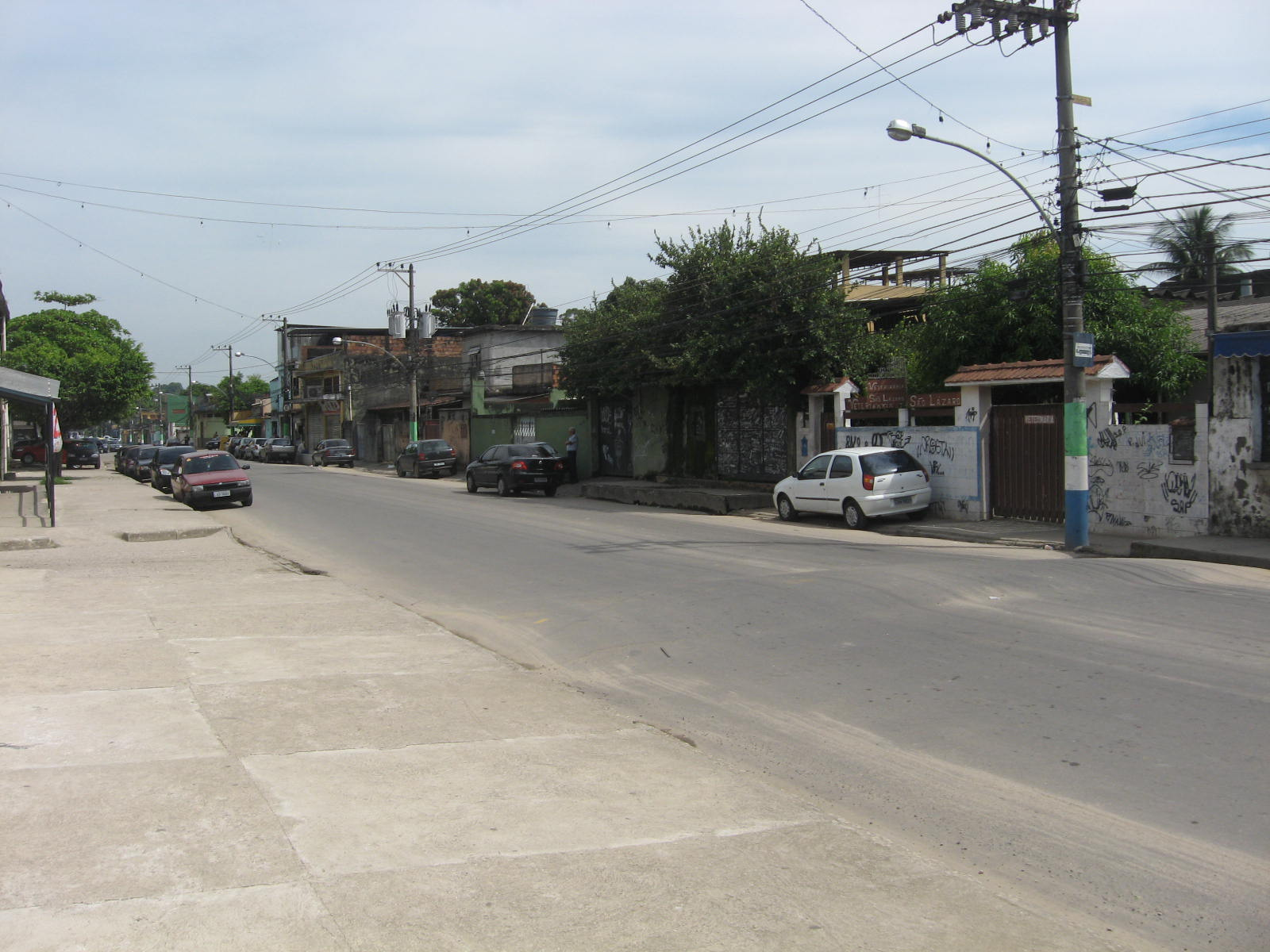
Jardim Meriti
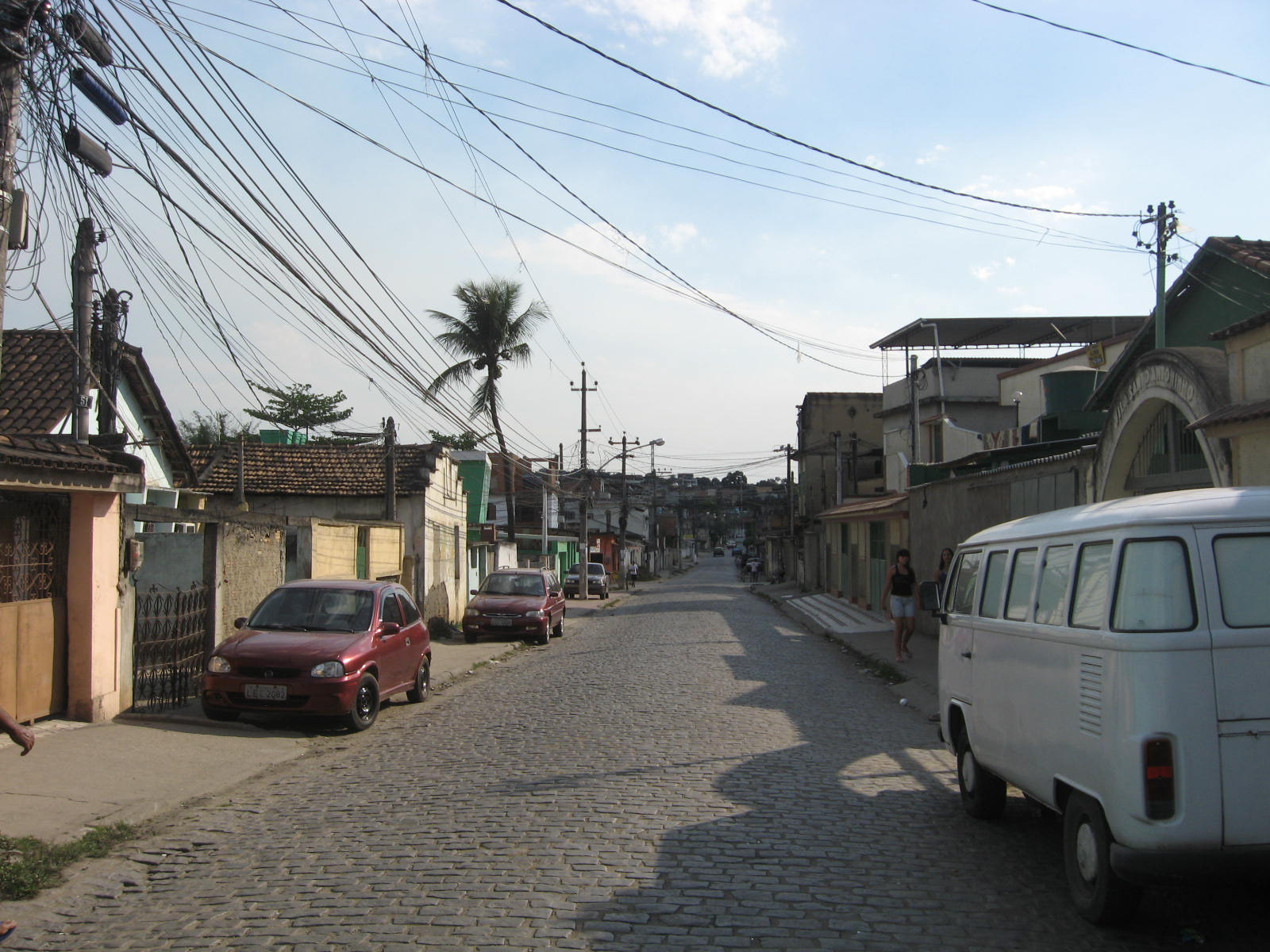
Tomazinho
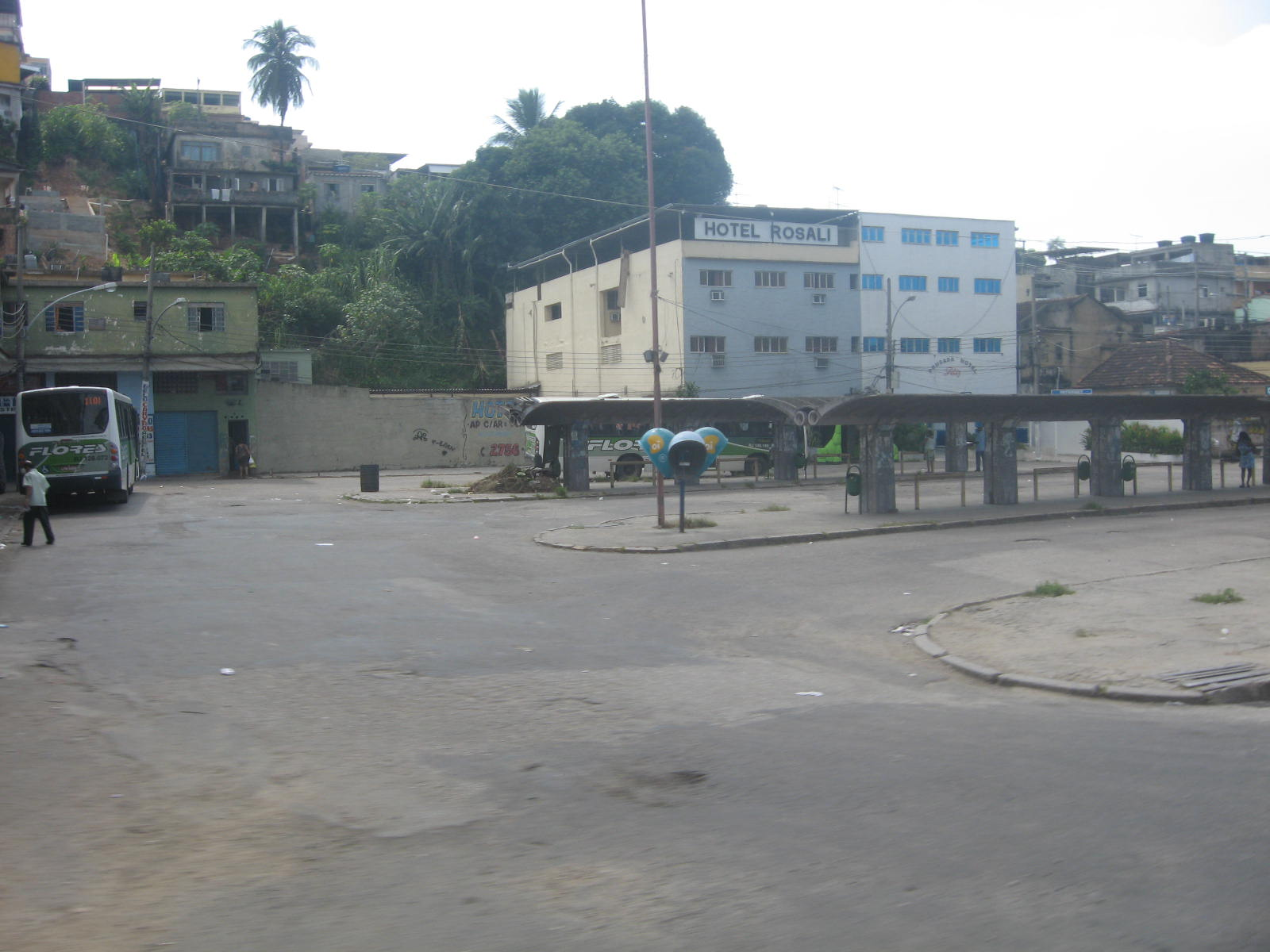
Vila Rosali
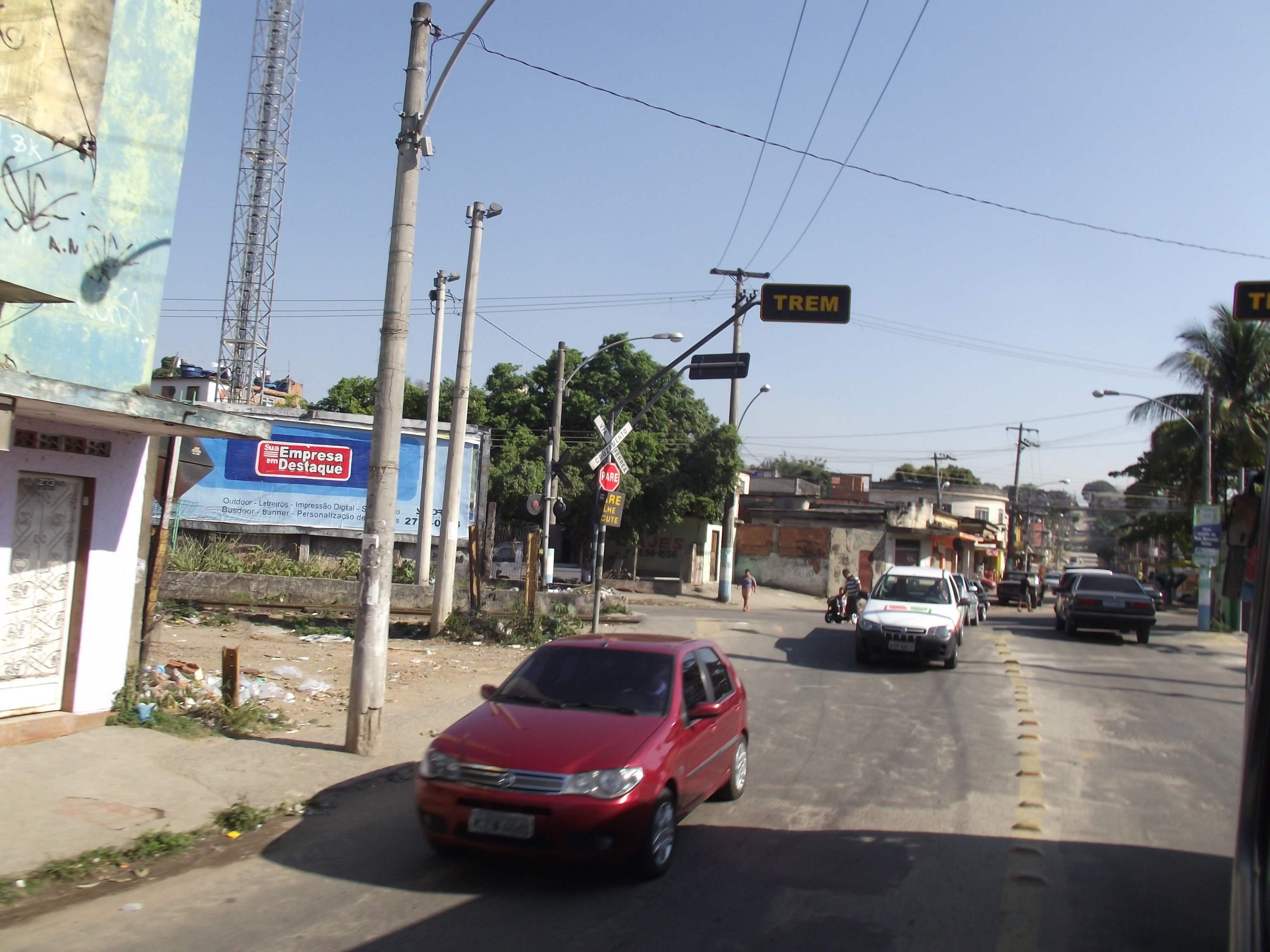
São Mateus

## Söhne und Töchter der Stadt
- João Cândido (1880–1969), der „Schwarze Admiral“
- Humberto Tozzi (1934–1980), Fußballer, Olympia- und WM-Teilnehmer.
- Arthur Sendas (1935–2008), Gründer der Supermarktkette Sendas
- Paulo Roberto de Oliveira Júnior (* 1977), Fußballspieler
- André Nascimento (* 1979), Volleyballspieler, Weltmeister, Olympiasieger
- Chú Santos (* 1990), Fußballspielerin
- Bryan Monte (* 2003), Handballspieler